# Kedensari
Kedensari is een bestuurslaag in het regentschap Sidoarjo van de provincie Oost-Java, Indonesië. Kedensari telt 7110 inwoners (volkstelling 2010).